# 香川法務局
もしかして
- 高松法務局

ではありませんか？